# 22517 Alexzanardi
22517 Alexzanardi este o planetă minoră (asteroid), cu un diametru de 3,256 km, din centura de asteroizi. A fost descoperită pe 26 februarie 1998 la stazione osservativa di Asiago Cima Ekar⁠(d) de Maura Tombelli⁠(d). 
Obiectul prezintă o orbită caracterizată de o semiaxă mare de 2,3501427 UAi, o excentricitate de 0,07, o înclinație de 6,42277 ° în raport cu ecliptica.